# سیارک ۴۸۳۷
سیارک ۴۸۳۷ (به انگلیسی: 4837 Bickerton، نامگذاری:1989ME) چهار هزار و هشتصد و سی و هفتمین سیارک کشف شده‌است که در ۳۰ ژوئن ۱۹۸۹ کشف شد.